# Musée du pays d'Ussel
Le musée du pays d'Ussel, situé sur le territoire de la commune d'Ussel (Corrèze), est un musée labellisé « musée de France », ouvert en 1976, et qui est consacré à l’histoire, aux arts et aux traditions du pays d'Ussel, entre le plateau de Millevaches, la vallée de la Triouzoune et la haute vallée de la Dordogne.

## Présentation
Les collections sont réparties entre quatre pôles situés dans le cœur historique de la ville :
- L’hôtel Bonnot de Bay – 12 rue Michelet
- L’imprimerie – 18 rue Michelet
- La maison Moncourier-Beauregard – 4 rue de la Montagne
- La chapelle des Pénitents – rue Pasteur

## Activités
Outre la présentation de son fonds permanent, le musée organise des expositions temporaires, notamment des expositions en lien avec la gravure et l'estampe dans la salle située au-dessus de l'atelier de lithographie.
L'atelier, situé dans le pôle « imprimerie », en partenariat avec l'Association de l'Imprimerie du musée d'Ussel (AIMU), reçoit chaque année en été depuis 2011 un jeune artiste en résidence, pendant 8 à 10 semaines, qui réalise un projet sur les presses lithographiques. Les travaux sont exposés au musée l'année suivante. Depuis 2015, l’atelier accueille des étudiants de l‘École nationale supérieure d'art de Limoges.
Les expositions, permanente ou temporaires, sont complétées par un programme culturel d'animations (conférences, visites, ateliers d'occitan…).
Le musée, outre les catalogues des expositions temporaires, édite également des monographies.

### Exposition permanente
Elle est répartie entre les quatre lieux qui constituent le musée.
- L’hôtel Bonnot de Bay[5]

Cet ancien hôtel particulier du XVIIIe siècle situé dans l’ancien faubourg Duché présente des outils de  l'artisanat d’autrefois. Des ateliers d'artisans sont reconstitués d'une pièce à l'autre : sabotier, ferronnier, modiste, ainsi qu'un bistrot avec son bar en zinc.
La bibliothèque patrimoniale du musée conserve une riche collection de livres liturgiques,.
Les murs du musée accueillent dix tapisseries tissées dans la région (Aubusson) de différentes époques (fin XVIIe siècle et renouveau de la tapisserie : Jean Lurçat, Marcel Gromaire, Thomas Gleb, Jacques Lagrange, Dom Robert, Marc Saint-Saëns, etc.).

Vues de l'intérieur de l'hôtel Bonnot de Bay
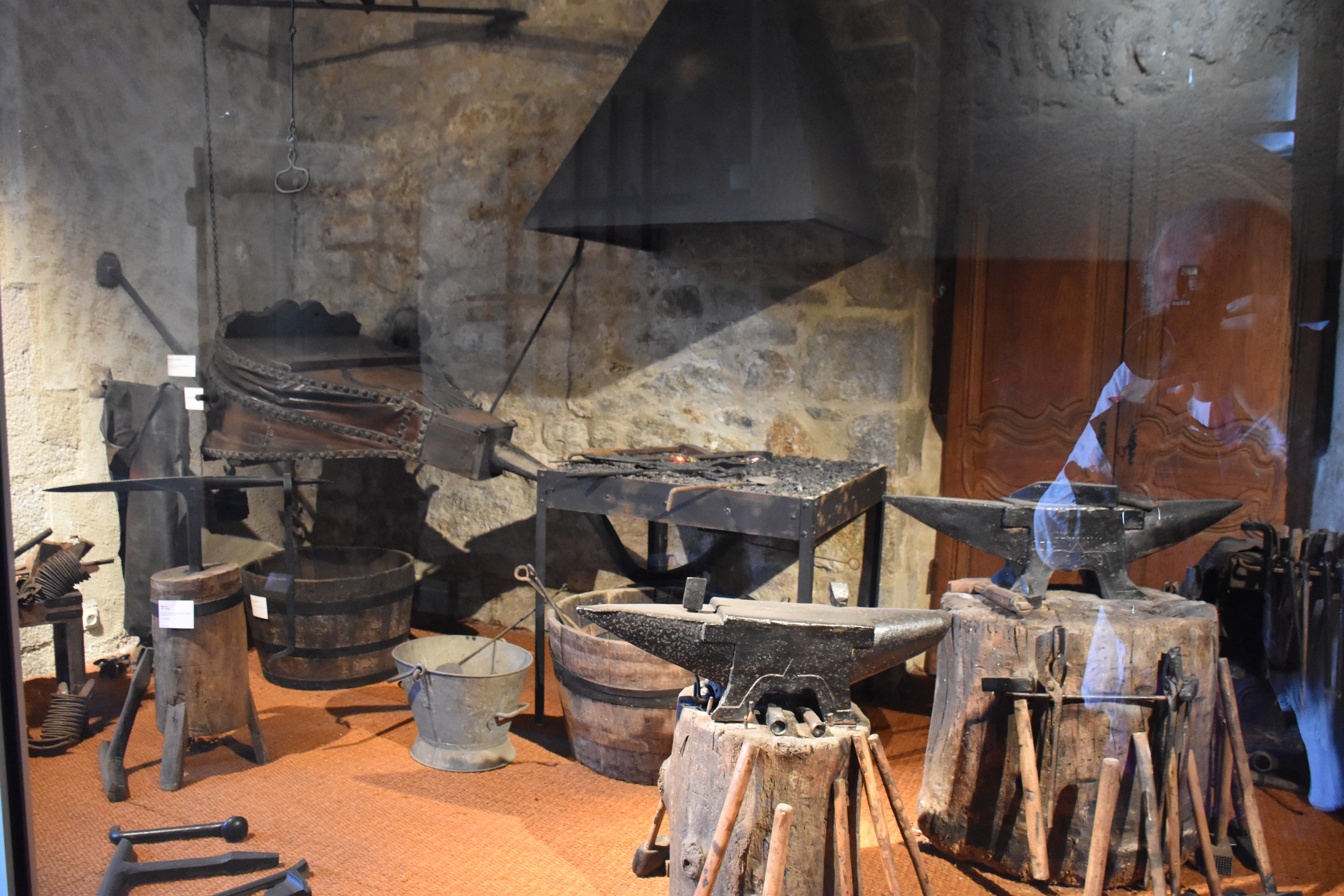
Atelier du forgeron.
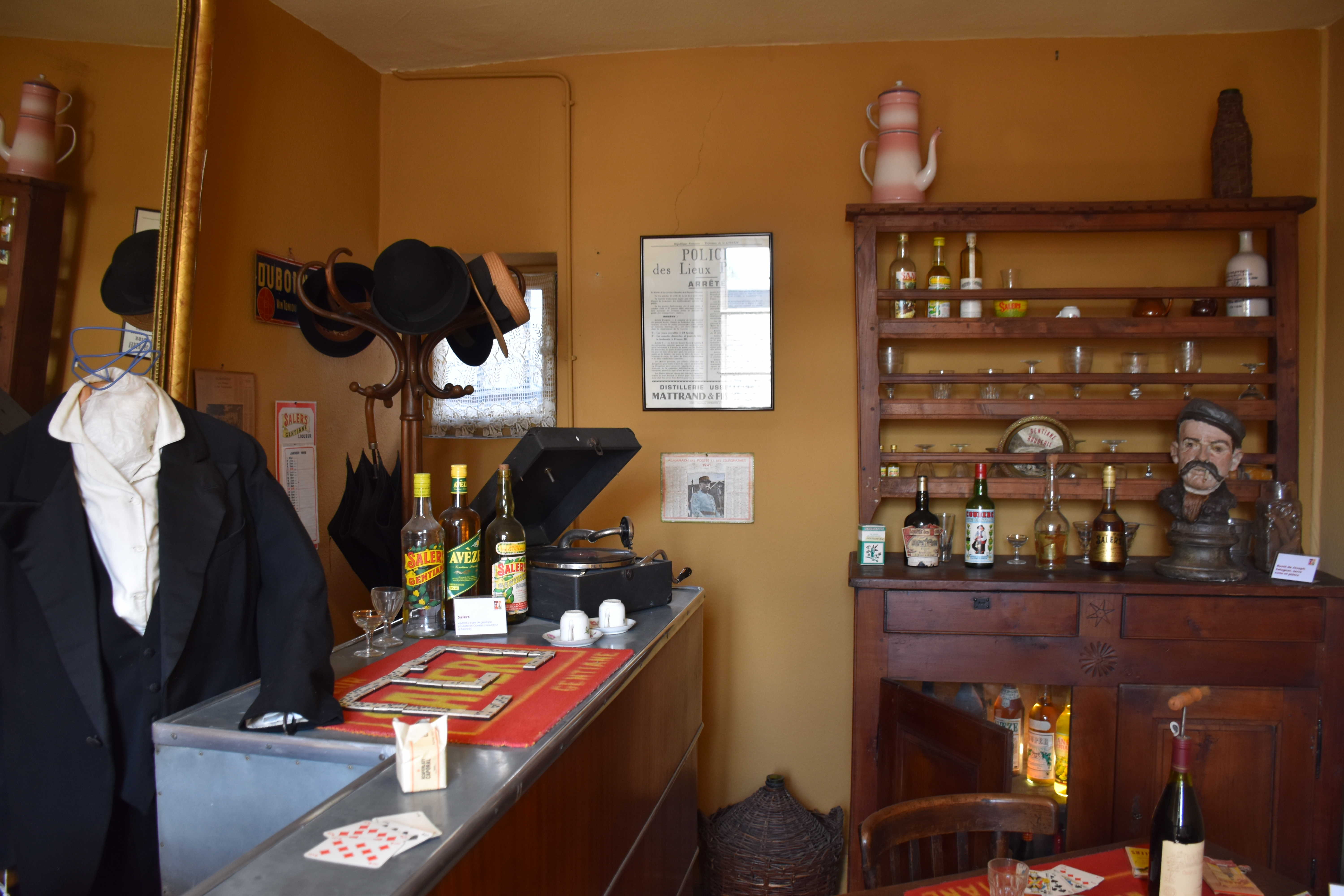
Intérieur d'un débit de boissons.
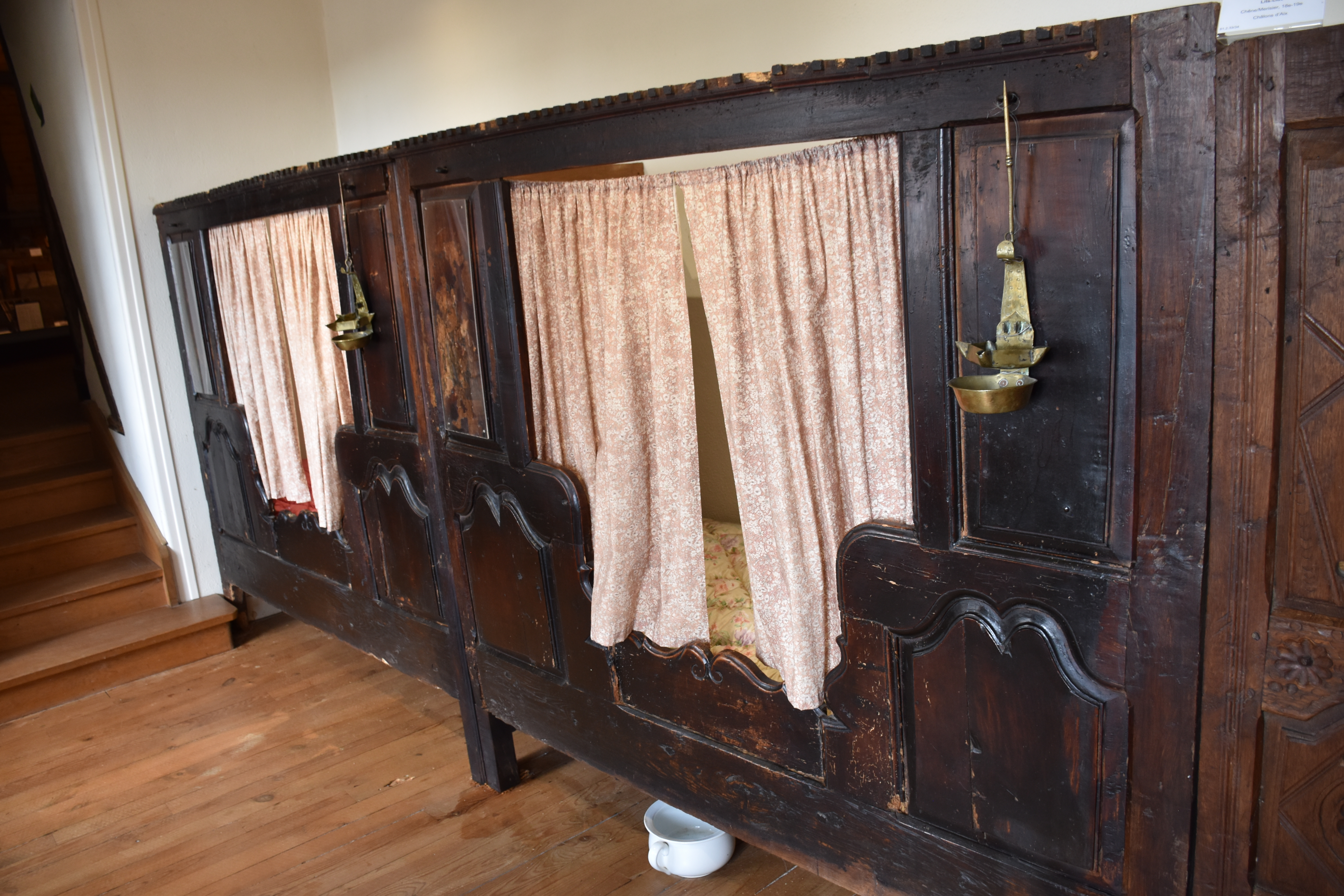
Ensemble de lits-clos.
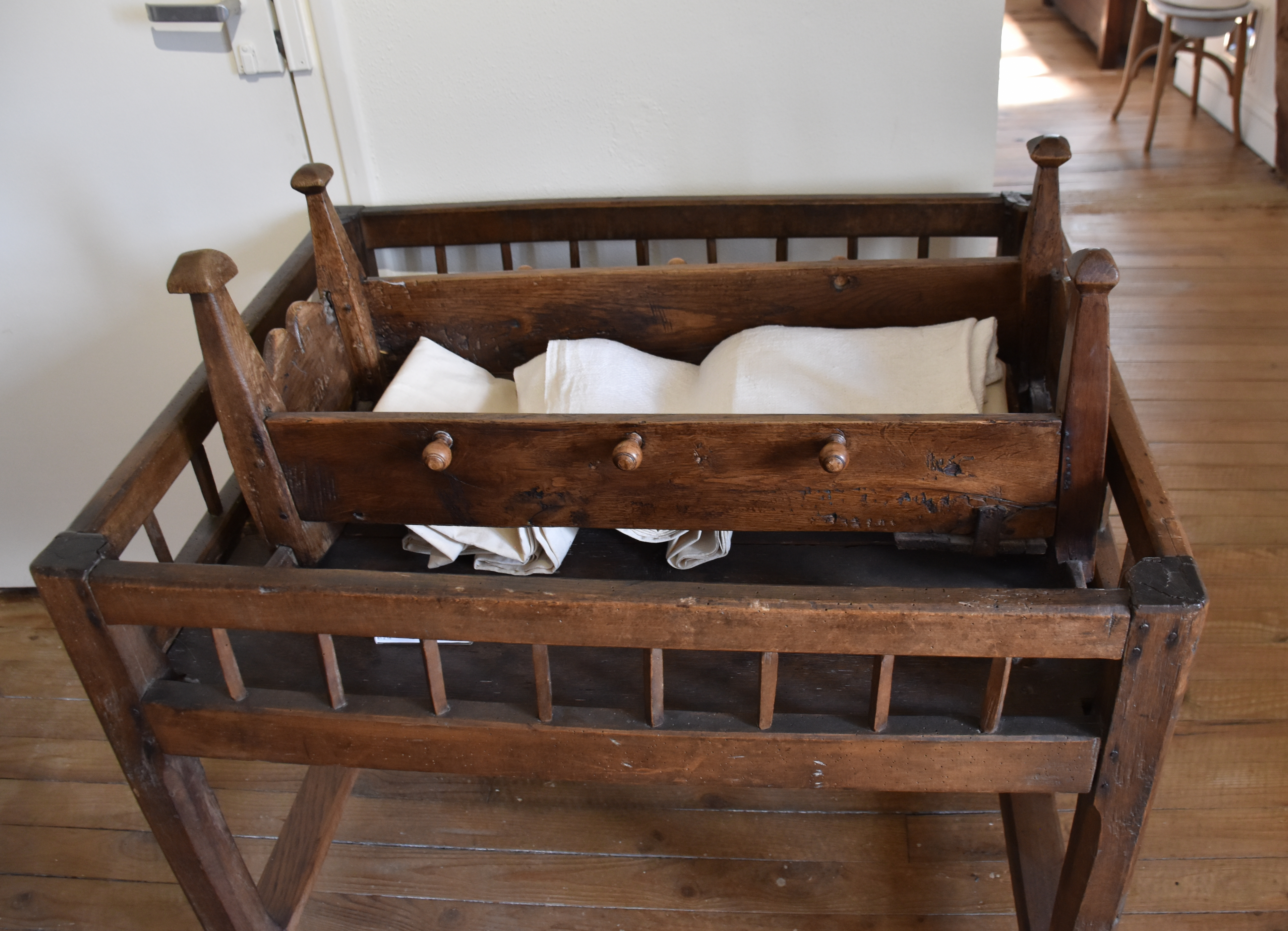
Berceau à bascule.
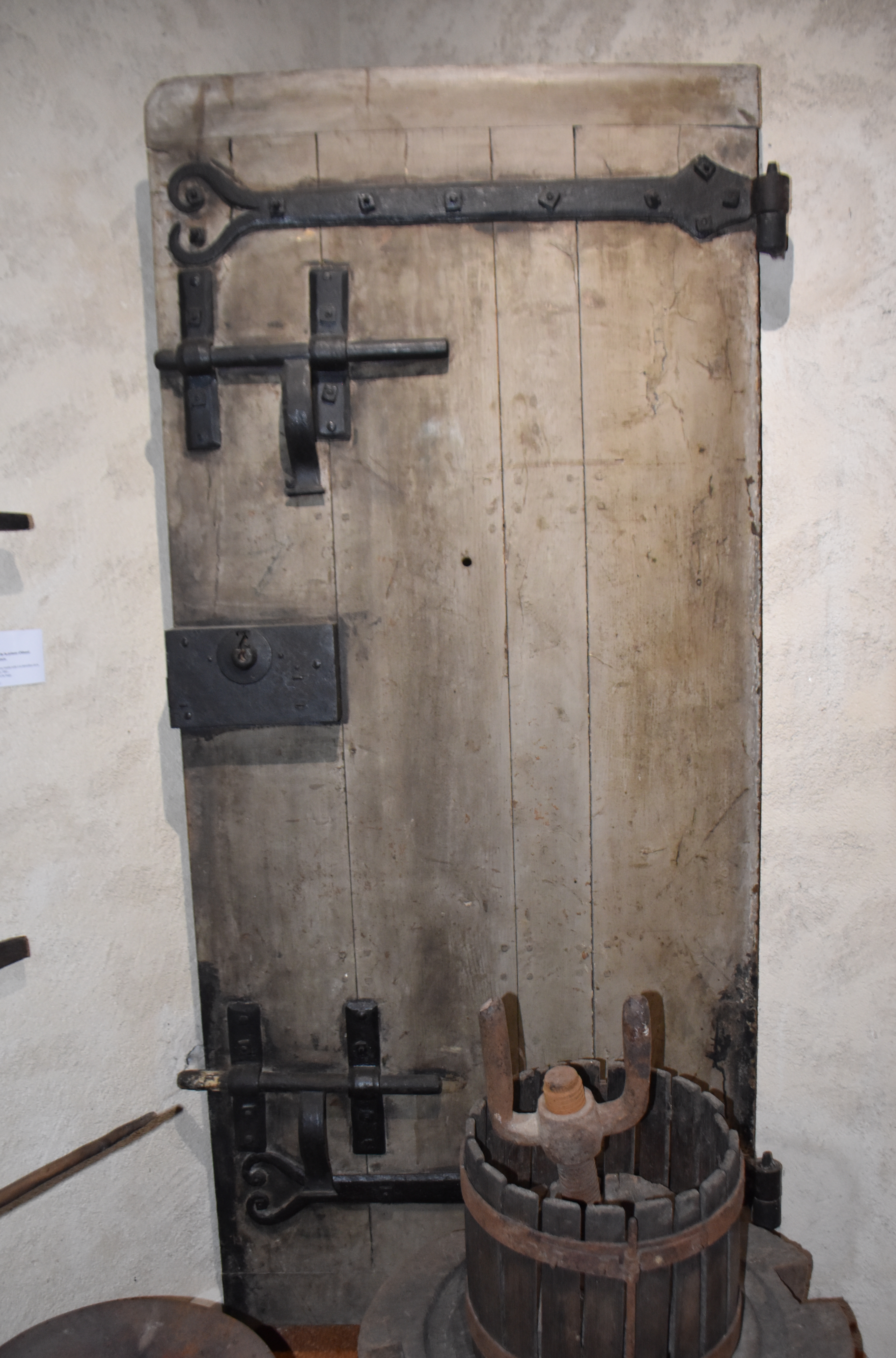
Porte de l'ancienne prison d'Ussel.
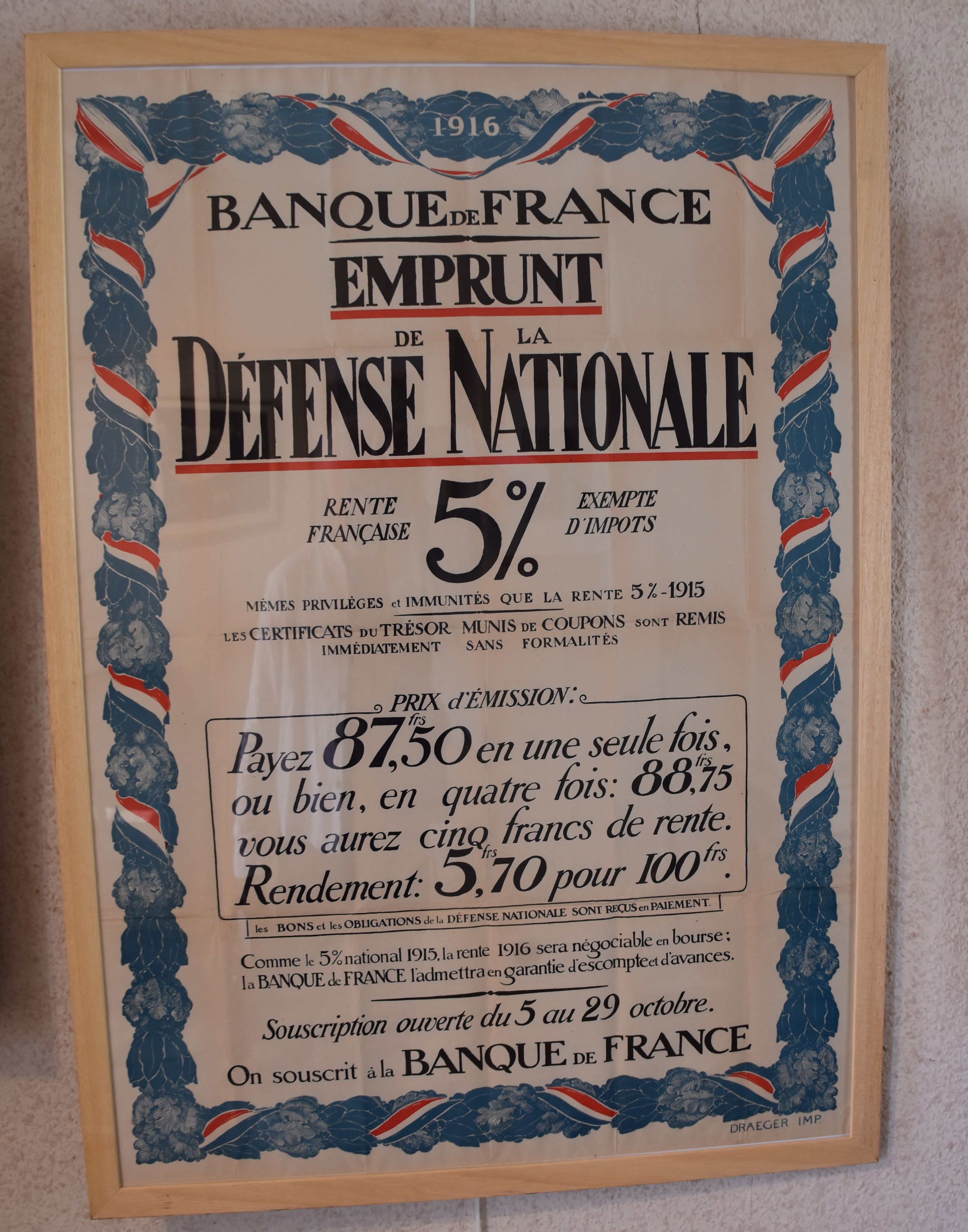
Affiche de l'emprunt de 1916.
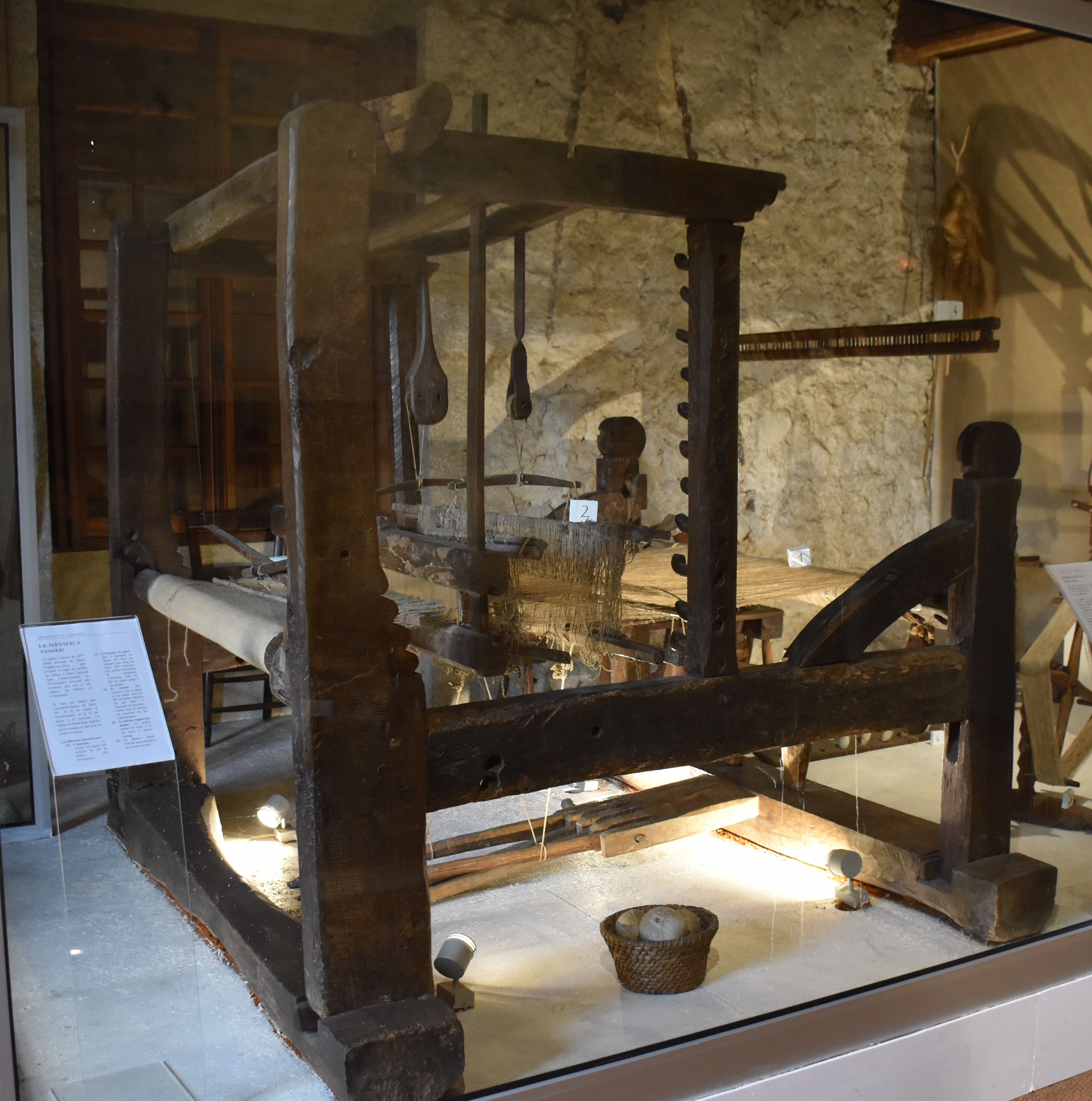
Métier à tisser.
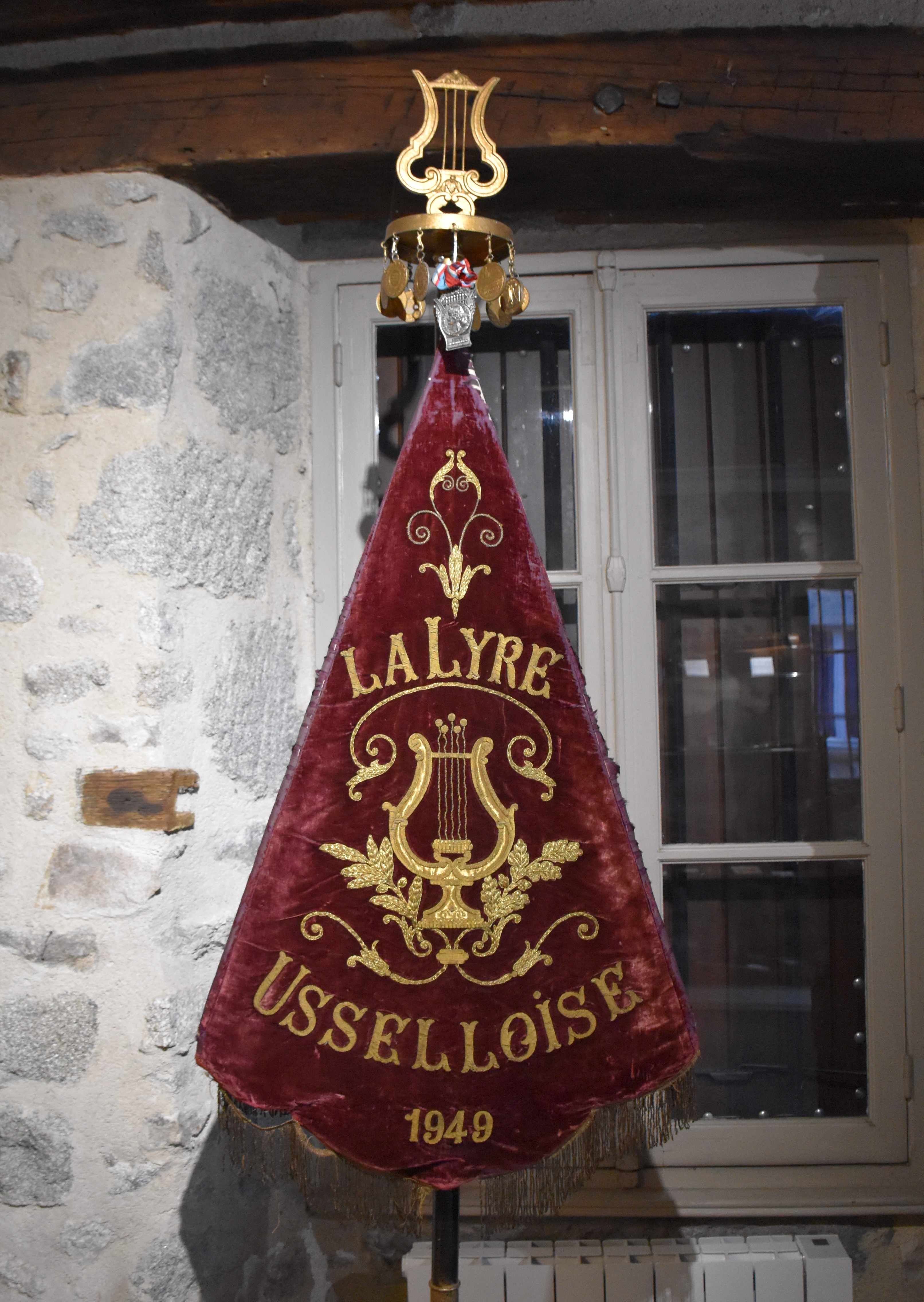
Bannière de La Lyre usselloise.

- L'imprimerie[3]

La maison à tourelle du XVIIIe siècle du 18 de la rue Michelet accueille les collections de matériel d’imprimerie : des machines provenant de deux imprimeries d'Ussel, avec une collection de polices en bois et en plomb. À ce matériel d’origine se sont ajoutées deux presses lithographiques de type Brisset.
- La maison Moncourier-Beauregard[9]

Dans la pièce en rez-de-chaussée de cette maison usselloise du XVIIIe siècle a été reconstituée la pièce principale avec un puits intérieur, un dallage de galets, un cantou, ainsi que les objets utilisés pour la préparation, la cuisson et la conservation des aliments.
- La chapelle des Pénitents[10]

Construite au XVe siècle à la sortie du faubourg Bourbounoux, la chapelle Saint-Martial, d’abord chapelle funéraire, devint le siège de la confrérie des Pénitents bleus en 1670. La pièce principale est un retable baroque, classé monument historique. On y trouve aussi des collections d’art religieux.
La chapelle est un des lieux d'accueil des expositions temporaires.

#### Pièces exposées
Parmi les pièces majeures de la collection du musée se trouvent :
- Les bracelets en or du Bois-de-Train (commune de Saint-Pardoux-le-Vieux) trouvés par Marius Vazeilles dans les années 1930[11],[12].
- Le livre d’heures enluminé de Peyre de Bonetos (vers 1400).
- Les tapisseries tissées dans la région (Aubusson), de la fin du XVIIe siècle aux œuvres d'artistes participant au renouveau de la tapisserie au XXe siècle.

### Expositions temporaires
- 2024 :
  - « Les carnets dévoilés »[13], une exposition de fac-similés lithographiques de dessins de Picasso proposée par l’association AIMU, avec le concours de Philippe Monsel[14]
  - « Jacques Callot, maître de la gravure au XVIIe siècle »[15]
- 2023 :
  - « Couleurs en tapisseries »[16]
  - « András Antal et Ussel »[16]
- 2022 :
  - « Commerces d'antan » (dans les collections permanentes[17])
  - « Textiles sacrés » (chapelle des Pénitents)
  - « Regards sur la Corrèze » (Retour à la peinture : Józef Czapski et Jean Colin en Corrèze[18])
  - « Rites magiques et sorcellerie en Haute-Corrèze »[19]
- 2021 : 
  - « Collection en mouvement, Contrepoints », sélection d’œuvres du FRAC-Artothèque Nouvelle-Aquitaine (dans les collections permanentes[20])
  - « Michel Chadeyron, un photographe à Ussel » (galerie de l'imprimerie[21],[22],[23])
  - « Sublimes sculptures » (chapelle des Pénitents[24])
  - « Traces de migrants » (galerie de l'imprimerie[25])
- 2020 : 
  - « Photographier la Haute-Corrèze au début du 20e siècle »[26]
- 2019 :
  - « Regards sur la Corrèze, András Antal, artiste hongrois »[27]
  - « Regards croisés sur les collections du Musée du Pays d’Ussel et du FRAC-Artothèque Nouvelle-Aquitaine – Œuvres de Konrad Klapheck et Paul Pouvreau »[28]
- 2018 :
  - « Jeux et jouets – collections du musée du Pays d'Ussel »[29]
- 2017 :
  - « Irene Weiss et Eduardo Esparza » (dans le cadre de la 10e triennale mondiale de l'estampe de Chamalières[30])
- 2016 :
  - « CoBRA »[31]
- 2015 :
- 2014 :
- 2013 :
- 2012 :
- 2011 :
- 2010 :
- 2009 :
- 2008 : Jacek Sroka
- 2007 :
- 2006 :
- 2005 :

- 1990 :
  - « Le livre dans l'art du Bas-Limousin »[32]
  - « Marcel Treich-Laplène ou la Gloire posthume »[33]
- 1988 : « Henri Baude : dictz moraulx pour faire tapisserie : dessins du Musée Condé et de la Bibliothèque nationale »[34]
- 1986 : « Tapisseries de Gleb, Gromaire, Lagrange, Dom Robert, Saint-Saëns »[35]
- 1984 : « Les Cibille[36] : peintres de retables et de portraits en Bas-Limousin »[37]
- 1982 : « Sceaux des archives communales d'Ussel »[38]
- 1980 : « Aspects de la vie religieuse au pays d'Ussel »[39]
- 1979 : « La Dordogne avant les barrages »[40]
- 1977 : « La Cène dans l'art du pays d'Ussel »[41]
- 1976 : « Troubadours au bas pays de Limousin »[42]

### Résidents de l'atelier d'imprimerie
- 2023 : Nora Eszter Sardi[43]
- 2022 : Jeanne Ducau[44]
- 2021 : Nina Maller[45]
- 2020 : Louis Zerathe[2]
- 2019 : Aurore Salomon[2]
- 2018 : Mathilde Fages[2]
- 2017 : Gaby Bazin[2]
- 2016 : Vincent Croguennec[2]
- 2015 : Charline Giquel[2]
- 2014 : Lucy Watts[2]
- 2013 : Janet Cintas[2]
- 2013 : Roxane Kisiel[2]
- 2012 : Sophie Lecuyer[2]
- 2011 : Olivier Poutaredy[2]

## Publications
- Regards sur la Corrèze, András Antal, artiste hongrois (catalogue d'exposition), texte d'Oriane Hébert, Ussel, musée du pays d'Ussel, 2019  (ISBN 978-2-903920-53-1) (BNF 45726897)
- Victor Faure, De la Corrèze à la Floride, Jean-Augustin Pénières : conventionnel et député d'Ussel, publié par Laurent Chastagnol, coll. « Mémoires et documents sur le Bas-Limousin », Ussel, musée du pays d'Ussel, 1989  (ISBN 2-903920-05-2) (BNF 35056139)
- Jean-Loup Lemaître, Les Heures de Peyre de Bonetos, coll. « Mémoires et documents sur le Bas-Limousin », Ussel, musée du pays d'Ussel, 1987  (ISBN 2-903920-03-6) (BNF 37060690)
- François Grabié, Poésies patoises, publiées par François Delooz et traduites par André Lanly, coll. « Mémoires et documents sur le Bas-Limousin », Ussel, musée du pays d'Ussel, 1984  (ISBN 2-903920-02-8) (BNF 34769727)
- Jean-Loup Lemaître, Les Manuscrits liturgiques des Archives communales d'Ussel, Ussel, musée du pays d'Ussel, 1983 (BNF 38782443)
- Nicole Lemaître, Bruyères, communes et mas : les communaux en Bas-Limousin depuis le XVIe siècle, coll. « Mémoires et documents sur le Bas-Limousin », Ussel, musée du pays d'Ussel, 1981 (BNF 34670181)
- Ussel vu par les frères Eyboulet (recueil de cartes postales), Ussel, musée du pays d'Ussel, 1979 (BNF 34690943)
- Nicole Lemaître, Un horizon bloqué : Ussel et la montagne limousine aux XVIIe et XVIIIe siècles, coll. « Mémoires et documents sur le Bas-Limousin »[46], Ussel, musée du pays d'Ussel, 1978 (BNF 34628654)